# 이지혜 (태권도 선수)
이지혜(1982년 10월 21일~)는 대한민국의 은퇴한 태권도 선수이다. 2003년 세계 태권도 선수권 대회에서 플라이급 우승을 차지했다.